# I Still...
«I Still...» es el tercer sencillo internacional y el cuarto y último sencillo del quinto álbum de estudio de la boy band estadounidense Backstreet Boys, Never Gone (2005), pero no se dio un lanzamiento en los Estados Unidos. El sencillo estadounidense fue "Crawling Back to You". El sencillo debutó en el número 1 en Japan International Singles Chart con 20,182 copias vendidas.

## Vídeo musical
El vídeo musical muestra a los Backstreet Boys en un entorno urbano oscuro, cada uno acosado por recuerdos de la misma mujer. Cada Backstreet Boy fue filmado en su propia escena: Kevin en un bar, Brian está en un camino, A.J. está en un callejón, Howie en un taxi y Nick Carter en una parada de bus. El vídeo fue dirigido por Matt McDermitt, quien Boston Globe reportó que tenía sólo 19 años de edad al momento de la filmación. El vídeo musical es notado por su técnica excelente de cámara lenta; estuvo nominado para TRL Italy por Mejor Vídeo #1.

## Sencillos
CD Promocional

1. «I Still...»

2. «I Still...» [Passengerz Remix]

Europa

1. «I Still...»

2. «Just Want You to Know» [Jason Nevins Remix Radio Edit]

Australia

1. «I Still...»

2. «I Still...» [Passengerz Remix]

3. «Just Want You to Know» [Jason Nevins Extended Mix]

4. «I Still...» [Video musical]

Japón

1. «I Still...»

2. «I Still...» [Passengerz Remix]

3. «Show Me The Meaning Of Being Lonely» [Live]

4. «Larger Than Life» [Live]

5. «Just Want You to Know» [Jason Nevins Remix Radio Edit]

6. «Just Want You to Know» [Video musical]

7. «I Still...» [Video musical]

## Posicionamiento
| Listas (2006)                            | Posición máxima |
| ---------------------------------------- | --------------- |
| Australia ARIA Singles Chart             | 16              |
| Austrian Singles Chart                   | 47              |
| Dutch Singles Chart                      | 78              |
| German Singles Chart                     | 45              |
| Swedish Singles Chart                    | 35              |
| Swiss Singles Chart                      | 56              |
| Japan Oricon International Singles Chart | 1               |